# Convolvulus aucheri
Convolvulus aucheri är en vindeväxtart som beskrevs av Jacques Denys Denis Choisy. Convolvulus aucheri ingår i släktet vindor, och familjen vindeväxter. Inga underarter finns listade i Catalogue of Life.